# Rhynchostegiella
Rhynchostegiella là một chi rêu trong họ Brachytheciaceae.